# Добрянка
Добря́нка — город краевого значения в Пермском крае России. Административный центр Добрянского городского округа. Население — 28 545 чел. (2023).
Статус города с 1943 года. Расположена на берегу Камского водохранилища при впадении в него реки Добрянки, в 61 км к северу от Перми. В Добрянке находится крупнейшая в крае электростанция — Пермская ГРЭС.

## История

### XVII век
Первое письменное упоминание о Добрянке встречается в писцовой книге М. Ф. Кайсарова за 1623—1624 годы: «Деревня Домрянка на реке Каме и на устье речки Домрянки: а в ней 11 дворов крестьянских, а людей в них 22 человека». В 1647 году воеводой П. К. Елизаровым была проведена новая перепись населения. К тому времени в Добрянке имелось 19 крестьянских дворов и жило в них 57 человек. Судя по данным переписи, основным занятием добрянцев в ту пору было земледелие. По данным 1-й ревизии (1719—1722 гг.) в «починке Домрянка» насчитывалось 124 души мужского пола в 18 дворах.
В 1950-х годах это селение[какое?] было затоплено водами Камского водохранилища.

### Металлургический завод (XVIII—XIX века)

План Добрянского завода

Добрянка находилась на землях, принадлежащих С. Г. Строганову, который нашёл это место удобным для строительства медеплавильного завода. При выборе места для нового завода большую роль сыграли значительные лесные запасы, наличие медистых песчаников и близость Камы как важной транспортной артерии. В 1744 году в деревне Добрянке проживало 112 душ мужского пола, к 1749 году её население возросло до 212 душ.
Строительство Добрянского завода началось 6 марта 1752 года на противоположном от деревни берегу реки Добрянки. На речке была насыпана земляная плотина в 129 саженей длиной, 8 саженей шириной и 5 аршин высотой. Плотина образовала пруд протяжённостью в 3 версты. Вода являлась главной движущей силой для всех механизмов завода.
Построенный как медеплавильный, Добрянский завод быстро превратился в железоделательный, поскольку местные руды оказались бедными и малочисленными. В первой трети XIX века завод уже функционирует исключительно как железоделательный. В дополнение к старому заводу в полуверсте в сторону Камы строится ещё один завод, названный в честь графини Софьи Строгановой — Софийским. Хозяйственно он сливался с первым заводом.
Завод выпускал листовое, кровельное, посудное и кубовое железо, а также занимался производством якорей, медной и железной посуды, проволоки и кирпича. Спрос на добрянское железо был весьма велик. В 60-х годах XVIII века оно поступало на строительство Новодевичьего монастыря в Москве и Зимнего дворца в Петербурге, в начале XIX века — на строительство Московской железной дороги. Формирование рабочих кадров на строгановских заводах шло главным образом за счёт своего крепостного населения, численность которого к началу XVIII века составляла почти 34 тысячи душ мужского пола.

#### Население заводского посёлка
Крепостное население, связанное с заводским производством, делилось на три категории. Самой малочисленной прослойкой были служители: управляющие, приказчики, члены заводских контор и т. п. (около 3 % от общего числа крепостных). Следующей, более многочисленной группой крепостных являлись заводские мастеровые и работники горных рудников, постоянно занятые в промышленном производстве. Самой многочисленной категорией были подзаводские крестьяне, которые должны были выполнять разнообразные вспомогательные работы на заводах в порядке барщины (заготовка топлива, перевозка грузов, строительство и т. д). Они жили главным образом за счёт своего хозяйства.
К началу XIX века Добрянка была уже типичным заводским посёлком горнозаводского Урала. Она строилась и перестраивалась по линейному плану с ровными, одинаковых размеров кварталами. В центре посёлка, в низине, окаймлённой крутыми угорами, находился завод. Рядом с заводом располагались заводоуправление (первое каменное здание в Добрянке, построенное в начале 30-х годов XIX века) и каменная Рождественско-Богородицкая церковь (строительство окончено в 1852 году). Вокруг завода по окрестным холмам и по берегу обширного пруда свободно размещалось около 300 частных домов. В первой половине XIX века дома по одному стояли на углах кварталов. Площадь каждого квартала, разделённая крест-накрест на четыре усадьбы, была занята в своей внутренней части под огороды. Когда с увеличением населения стали строить дома по сторонам улиц между углами кварталов, то про них стали говорить, что они стоят «на огороде».

#### Экономика заводского посёлка
Завод оказывал влияние на развитие торговли и кустарных ремёсел в Добрянке. Так в 1911 году здесь насчитывалось 64 торговых лавки, один ренсковый погреб, две казённых винных и 6 пивных лавок, 31 кузница, два столярных, 4 кожевенно-сапожных, два шорных, два красильных заведения, одно колёсно-экипажное и 6 пекарен на 1447 дворов и 7548 жителей.
В Добрянке с конца XVIII века устраивались еженедельные торжки и три раза в год проводились шестидневные ярмарки — Богородицкая (с 8 сентября) и две Никольских (с 6 декабря и 9 мая). В конце XIX века проводилось две ярмарки: сохранившаяся Богородицкая и новая Сретенская (со 2 февраля).
Ярмарки и торжки стали проводниками городской культуры. Во-первых, по внедрению «городских» товаров, во-вторых, по привитию «городских» развлечений: из Перми приезжали фотографы, цирк-шапито, устраивались карусели, балаган с петушком.

#### Культура заводского посёлка
Ещё в 1860-е годы в Добрянке возник самодеятельный театр, который существовал и в начале XX века. Спектакли ставились прямо на территории завода «в наскоро приспособленном к этому сарае из-под склада разной заводской рухляди, преимущественно зимой, от трёх до пяти в течение сезона». Основу театрального кружка составляли служащие, но спектакли не были закрыты для мастеровых, которые составляли основную массу зрителей, а иногда привлекались и в качестве актёров.
Одновременно с театром в 1880-е-х годах в Добрянке существовал камерный оркестр. Основу его составляли мелкие служащие завода, мастеровые, крестьяне и учащиеся Добрянского двухклассного училища.

### Советский период (начало XX века)
После Октябрьской революции 1917 года советской властью, установившейся в Добрянке, был организован Деловой Совет для управления заводом. Весной 1918 года завод был национализирован. В начале 1920-х годов из-за отсутствия сырья и спроса на продукцию завод был законсервирован и с июля 1923 по декабрь 1925 года стоял без действия.

### Годы Великой Отечественной войны
С началом Великой Отечественной войны Добрянский завод был переведён на выпуск стали с бронированной поверхностью листа и специального железа, которое шло на изготовление заготовок для гильз снарядов. Многие кадровые рабочие ушли на фронт. В марте 1943 года мартеновскому цеху завода было присуждено первое место с вручением переходящего Красного знамени ГКО[уточнить] и присвоено звание «Лучший сталеплавильный цех Советского Союза».
20 февраля 1943 года указом Президиума Верховного Совета РСФСР заводскому посёлку Добрянка был присвоен статус города.

### Советский период (середина XX века)
В начале 1950-х годов было принято решение о демонтаже Добрянского металлургического завода в связи со строительством Камской ГЭС и заполнением ложа Камского водохранилища. Действующее оборудование развезли по уральским заводам. Прощальный заводской гудок был дан 17 января 1956 года.
В 1953 году в Добрянке было организовано новое предприятие — ремонтно-механический завод (РМЗ). Первоначально РМЗ ремонтировал газогенераторные автомобили типа ЗИС-21 и тракторы КТ-12. Постепенно мощность его росла, завод принимал заказы со всей страны. В 1980-е годы он специализировался на ремонте автомашин ЗИЛ-157. В 2001 году РМЗ был ликвидирован как предприятие.
В 1956 году началось строительство Добрянского домостроительного комбината. На комбинате был налажен выпуск древесностружечной и цементо-фибролитовой плиты, в 1967 году был запущен кузовной цех, главным потребителем его продукции был Московский автозавод им. Лихачёва. В начале 1970-х годов организован цех ширпотреба, одним из основных видов его продукции стала добрянская расписная деревянная посуда.

### Строительство энергогиганта (вторая половина XX века)

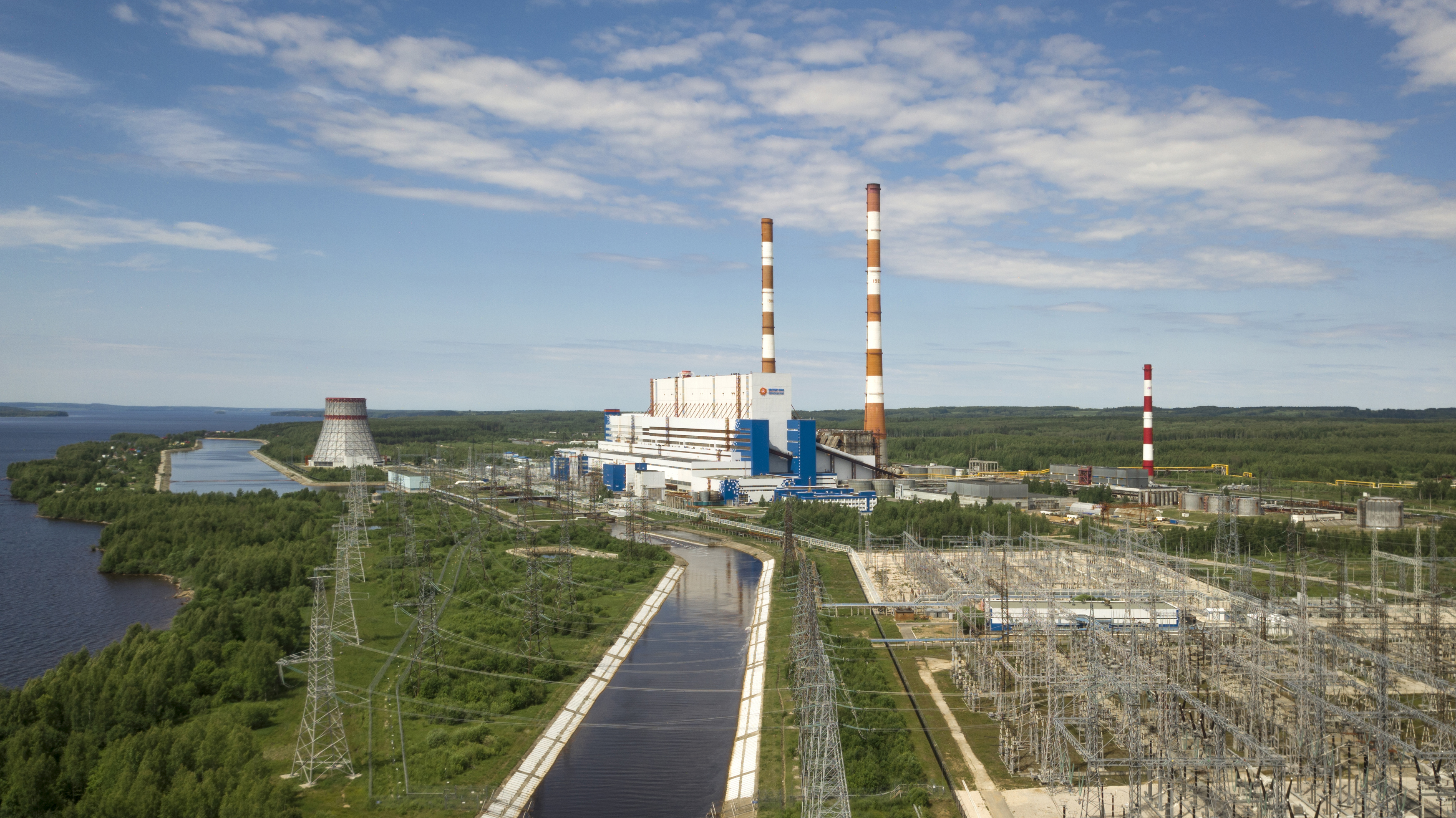
Панорама Пермской ГРЭС

Пермская ГРЭС, одна их крупнейших тепловых электростанций России (4-е место), начала строиться в 1976 году. За время строительства население Добрянки увеличилось больше чем в два раза: сюда съезжалась молодёжь со всего Советского Союза.
30 июня 1986 года Пермская ГРЭС дала первый ток в Объединённую энергосистему Урала. 28 декабря 1987 года был пущен второй энергоблок, а 30 марта 1990 — третий. В 2013 году началось строительство четвёртого энергоблока, которое закончилось спустя 5 лет — в августе 2017 года.

## Население
Численность населения в XVII — начале XX века:
- 1623/24 — 11 дворов, 22 мужчин;
- 1647 — 19 дворов, 57 мужчин;
- 1744 — 112 мужчин;
- 1749 — 212 мужчин;
- 1904 — 1199 дворов, 2865 мужчин, 3090 женщин, всего 5955 чел.;
- 1908 — 1299 дворов, 3189 мужчин, 3700 женщин, всего 6889 чел.;
- 1926 — 1315 дворов, 3219 мужчин, 3591 женщин, всего 6810 чел. (русские — 6705, татары — 105).

| 1904    | 1908    | 1926    | 1931    | 1959    | 1963    | 1970    | 1979    | 1989    | 1992    |
| ------- | ------- | ------- | ------- | ------- | ------- | ------- | ------- | ------- | ------- |
| 5955    | ↗6889   | ↘6810   | ↗7400   | ↗15 515 | ↗17 700 | ↗18 349 | ↗22 229 | ↗35 317 | ↗36 900 |
| 1996    | 1998    | 2000    | 2001    | 2002    | 2003    | 2005    | 2006    | 2007    | 2008    |
| ↗37 900 | ↗38 200 | ↗38 400 | →38 400 | ↘36 436 | ↘36 400 | ↘36 100 | →36 100 | ↘35 700 | ↗35 800 |
| 2009    | 2010    | 2011    | 2012    | 2013    | 2014    | 2015    | 2016    | 2017    | 2018    |
| ↘35 754 | ↘33 686 | ↗33 700 | ↘33 620 | ↘33 466 | ↘33 395 | ↘33 291 | ↘33 194 | ↘33 083 | ↘32 676 |
| 2019    | 2020    | 2021    | 2023    |         |         |         |         |         |         |
| ↘32 304 | ↘32 072 | ↘28 782 | ↘28 545 |         |         |         |         |         |         |

На 1 января 2025 года по численности населения город находился на 515-м месте из 1124 городов Российской Федерации.
Добрянка — один из немногих городов в Пермской области, численность населения которого в течение 1990-х годов возрастала. По сравнению с началом 1991 года к началу 2002 года она увеличилась на 1,7 тыс. чел. (среднегодовой темп роста — 0,46 %) благодаря положительному сальдо миграций.
Национальный состав
В национальном составе населения (по переписи 1989 года) преобладают русские (89 %), далее следуют: татары (3 %), украинцы (2 %), коми-пермяки (1,5 %), белорусы (1 %). Остальные национальности (башкиры, чуваши, евреи, немцы и др.) составляют менее 1 %.

## Экономика
Пермская ГРЭС является основным промышленным предприятием в городе. Является самой мощной электростанцией Пермского края и 4-й по мощности тепловой электростанцией (ГРЭС) в России.

## Транспорт

### Автомобильный транспорт
Протяжённость автомобильных дорог общего пользования на территории поселения составляет 99,73 км, из них 68,58 км с грунтовым покрытием и 31,16 км с твёрдым покрытием. Протяжённость внутриквартальных дорог с твёрдым покрытием составляет 11,54 км.
Автостанция, вместимостью 50 пассажиров, построенная и введённая в эксплуатацию в 1986 году, с которой осуществляются межпоселенческие и пригородные пассажироперевозки. Автобусы ходят в отдалённые микрорайоны (Комарово, Крутая гора) и в другие города Пермского края.

### Железнодорожный транспорт
От железнодорожной станции Ярино (направление Пермь — Кизел) идёт однопутная неэлектрифицированная ветка до станции Добрянка, по которой осуществляются только грузовые перевозки.

### Водный транспорт
Город связан с правобережьем Добрянского городского округа грузопассажирской переправой Добрянка — Лябово — Сенькино, курсирующей с мая по октябрь (включительно), и играющей основную роль в транспортном обеспечении вышеуказанных населённых пунктов.

## СМИ
В городе вещает цифровое телевидение: первый мультиплекс (23 ТВК, 490 МГц) и второй мультиплекс (49 ТВК, 698 МГц).
Местная FM-радиостанция — Доброе Добрянское радио.

## Культура и искусство

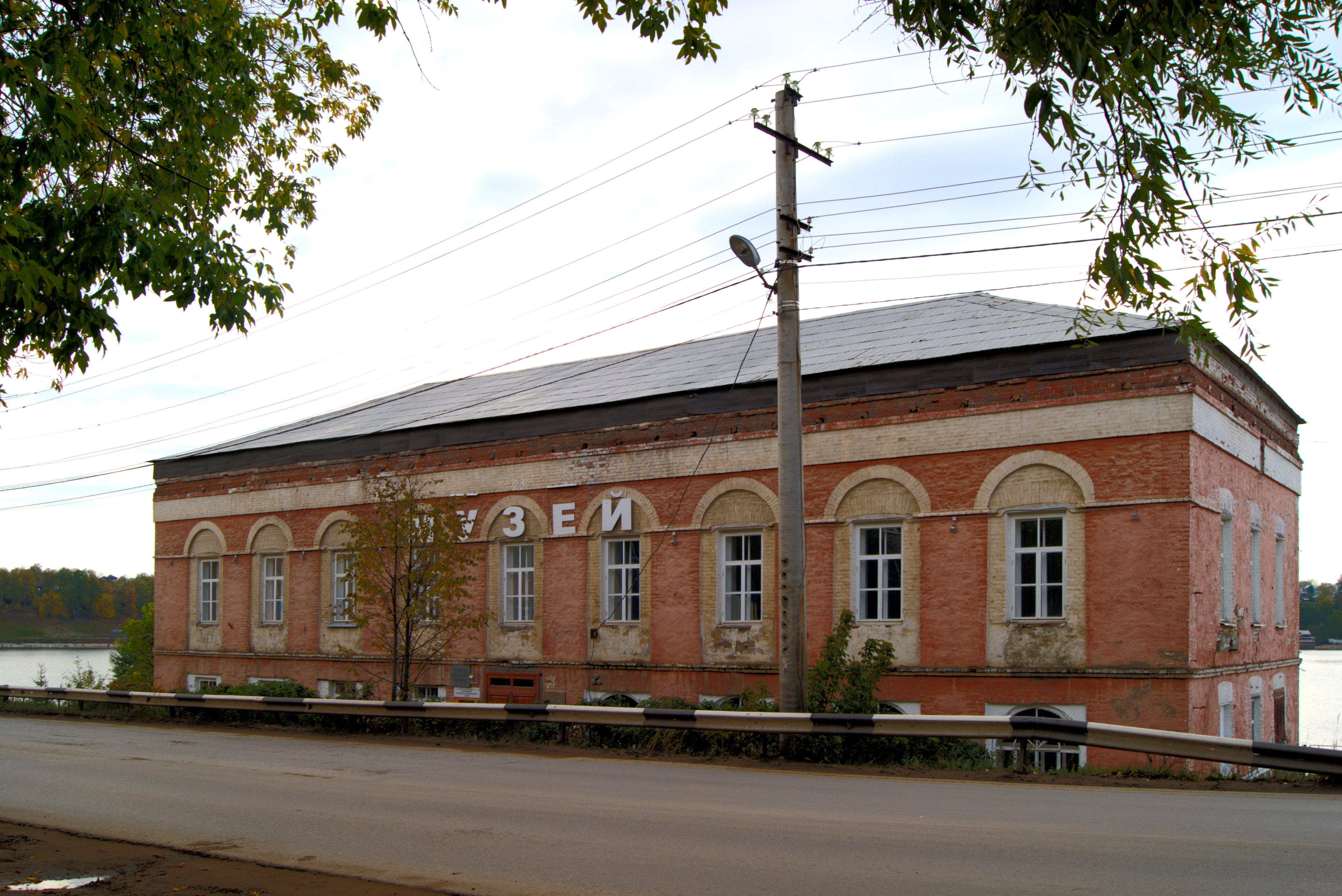
Добрянский историко-краеведческий музей

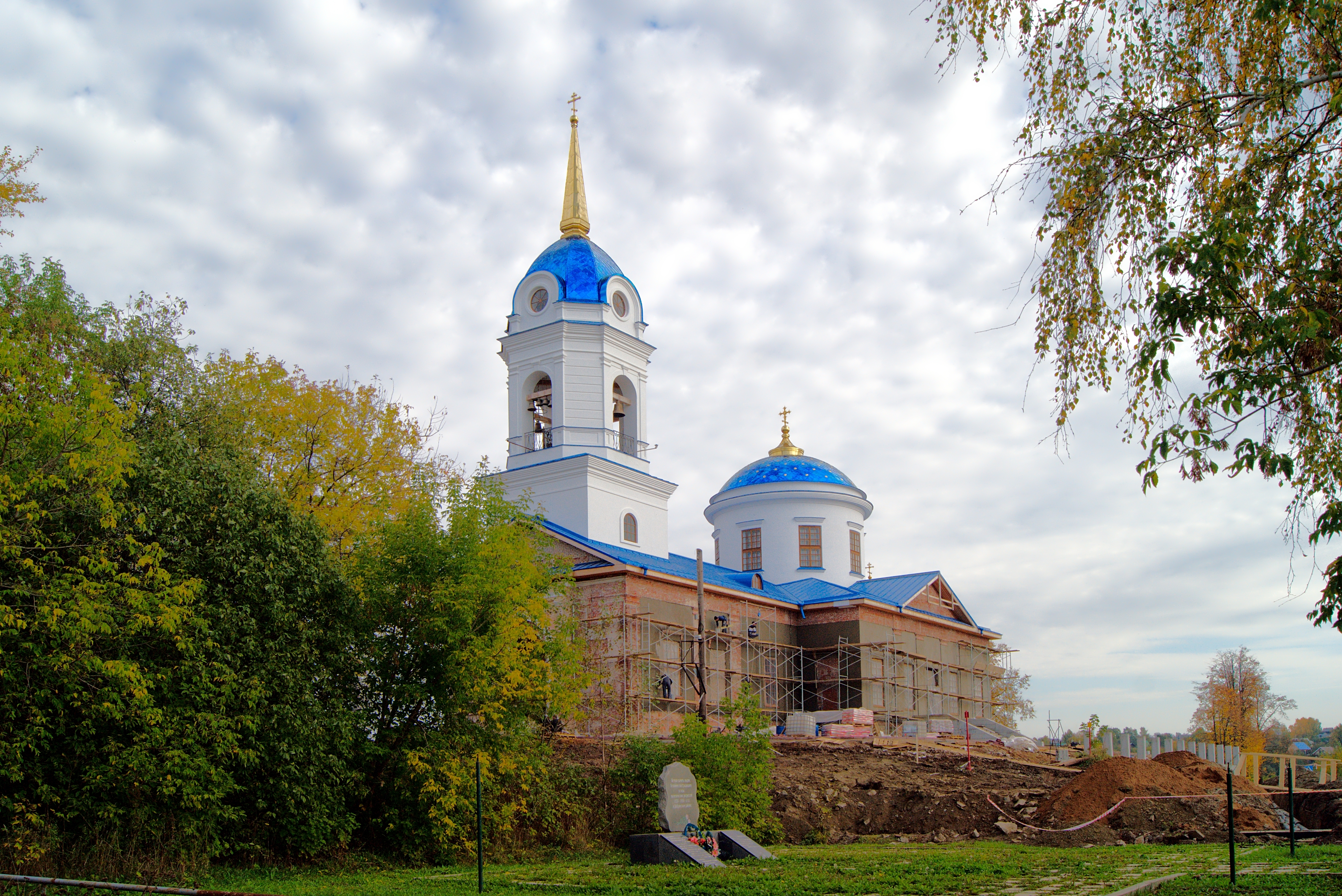
Храм Рождества Пресвятой Богородицы (восстанавливается)

В Добрянке есть культурно-досуговый центр «Орфей», функционирует с 01.04.2006 года по сей день, приоритетными направлениями в работе которого является организация культурного отдыха населения, развитие самодеятельного художественного творчества и пропаганда изобразительного и декоративно-прикладного творчества. Также в городе есть Дом культуры «Союз».
Первый музей в Добрянке был открыт в 1888 году при Добрянском металлургическом заводе. Инициатором его создания стал изобретатель, краевед, управляющий Добрянским металлургическим заводом, Павел Иванович Сюзев. В музее экспонировались изделия завода, два манекена мастеровых в производственной одежде, а также минералогические, геологические и археологические находки, собранные в окрестностях Добрянки. Музей закрылся в 1916 году.
В 1967 году состоялось открытие нового музея, получившего статус государственного только в 1982 году. Сегодня это муниципальный историко-краеведческий музей, в состав которого входит Галерея современного искусства, открытая в 1996 году.
В городе имеется несколько музыкальных коллективов и сольных исполнителей всех жанров. Самыми популярными и наиболее развитыми жанрами самодеятельного народного творчества остаются вокально-хоровой и театральный жанры, изобразительное и декоративно-прикладное творчество. В современной музыке одной из самых известных групп в городе является группа «Тартар» (тяжёлый рок).
1 сентября 1966 года решением Совета депутатов трудящихся в Добрянке открылась детская музыкальная школа. В 1992 году была преобразована в «Добрянскую детскую школу искусств».

## Спорт
29 сентября 2009 года в городе была открыта лыжероллерная трасса.
Существует футбольный клуб «Добрянка», раньше существовал ФК «Фортуна».

## Климат
- Среднегодовая температура воздуха — +1,6 °C.
- Относительная влажность воздуха — 72,8 %.
- Средняя скорость ветра — 3,2 м/с.

| Показатель                            | Янв.  | Фев.  | Март | Апр. | Май | Июнь | Июль | Авг. | Сен. | Окт. | Нояб. | Дек.  | Год |
| ------------------------------------- | ----- | ----- | ---- | ---- | --- | ---- | ---- | ---- | ---- | ---- | ----- | ----- | --- |
| Средняя температура, °C               | −13,2 | −12,4 | −6,3 | 1,3  | 9,9 | 16,3 | 18,2 | 14,5 | 8,8  | 1,5  | −8    | −12,6 | 1,6 |
| Источник: NASA. База данных RETScreen |       |       |      |      |     |      |      |      |      |      |       |       |     |

## Бренд города
14 июля 2012 года в городе прошла презентация бренда «Добрянка — столица доброты». 27 января 2016 года Федеральный институт промышленной собственности зарегистрировал товарный знак «Добрянка — столица доброты», правообладателем которого стала Администрация Добрянского городского поселения.

## Известные уроженцы
- Вологдин, Петр Александрович (1843—1912) — горный деятель, журналист, краевед.
- Ладугин, Вадим Александрович (1934—2022) — заслуженный энергетик Российской Федерации, почётный гражданин Добрянки и Пермского края[32].
- Соколовский, Владимир Григорьевич (1945—2011) — советский и российский писатель.
- Хлопин, Григорий Витальевич (1862—1929) — профессор, доктор медицинских наук, один из крупнейших отечественных учёных-гигиенистов, заслуженный деятель науки РСФСР (1927).